# 894
Năm 894 là một năm trong lịch Julius.

## Sự kiện
- Nhật Bản ngừng phái các sứ giả đến nhà Đường, kết thúc 100 năm du nhập văn minh Trung Hoa và biến đổi theo văn hóa bản địa tính từ 794 khi Thiên hoàng Kammu thiên đô từ Nara về Heian, mở ra một thời kỳ 300 năm tỏa quốc đầu tiên tại Nhật Bản kéo dài cho tới cuối thế kỷ 12.

## Mất
- Lưu Khiêm, quân phiệt cuối thời nhà Đường.
- Dương Phục Cung, hoạn quan cuối thời nhà Đường,